# Chiesa di San Floriano (Lubiana)
La chiesa di San Floriano (in sloveno Cerkev sv. Florijana) è una chiesa di Lubiana, situata in piazza Superiore (Gornji trg).

## Storia
La chiesa fu eretta nel 1672 in onore di San Floriano, santo patrono dei pompieri per proteggere la città a seguito di un grande incendio che aveva distrutto buona parte della città vecchia nel 1660. Tra il 1933 ed il 1934 la chiesa venne ricostruita su progetto di Jože Plečnik.